# Paulo Henrique Ganso
Paulo Henrique Chagas de Lima, mer känd som Ganso, född den 12 oktober 1989 i Ananindeua, Brasilien, är en brasiliansk fotbollsspelare som spelar för Fluminense.

## Karriär
Den 31 augusti 2018 lånades Ganso ut till Amiens på ett låneavtal över säsongen 2018/2019. Ganso gjorde sin Ligue 1-debut den 15 september 2018 i en 3–2-förlust mot Lille, där han blev inbytt i den 71:a minuten mot Juan Ferney Otero.